# Głęboki Żleb (Tatry Zachodnie)

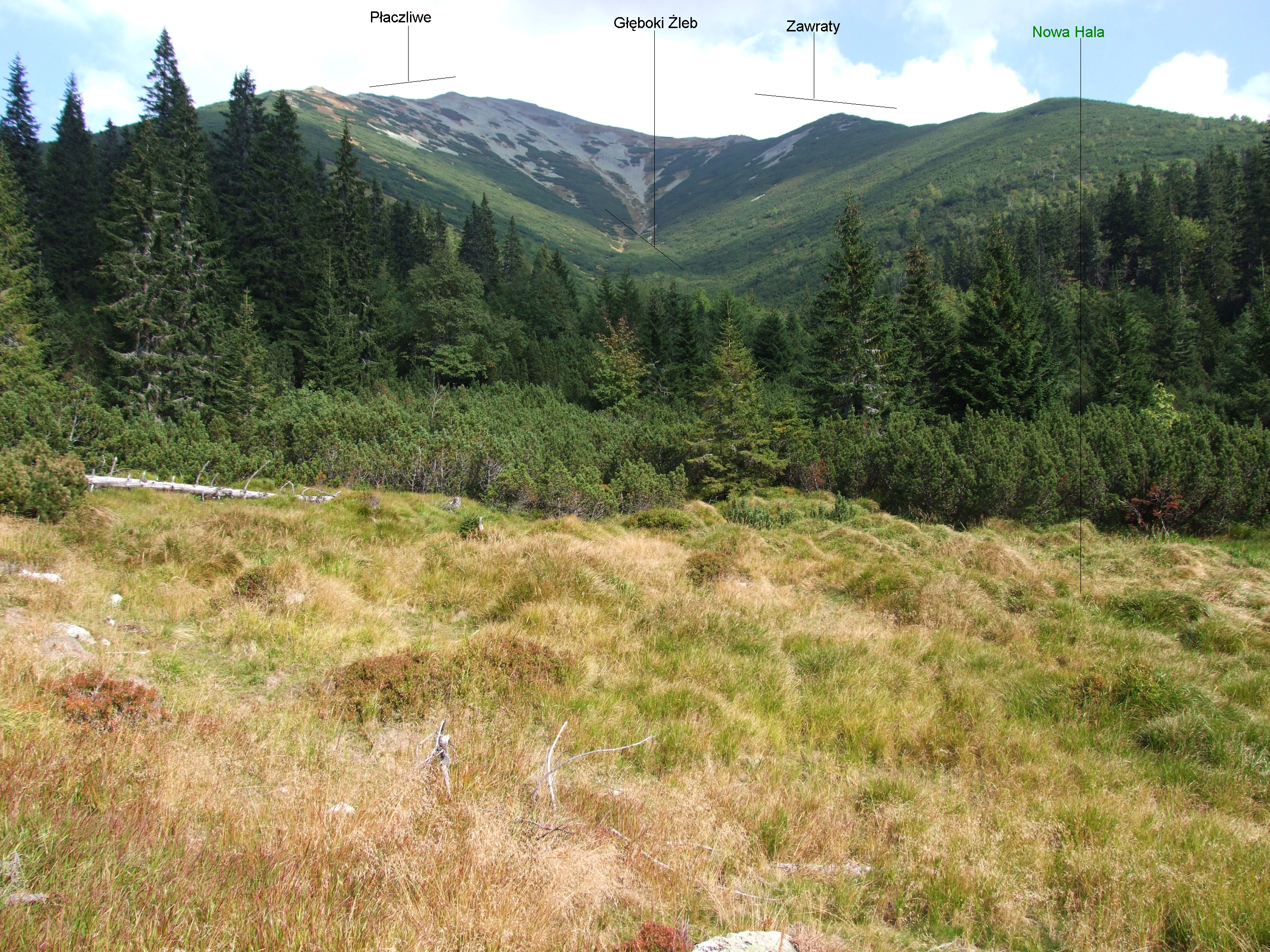
Widok z polany Nowa Hala

Głęboki Żleb – boczne, jedyne odgałęzienie Doliny Głębokiej w słowackich Tatrach Zachodnich. Po bokach ograniczone jest dwoma grzbietami odchodzącymi od  Płaczliwego. W górnej części Głęboki Żleb ma charakter żlebu i schodzą nim lawiny, niżej jest to mała dolinka. Jej wylot znajduje się przy dawnej polanie Nowa Hala. Górna część jest piarżysto-trawiasta, dolną porasta kosodrzewina i las. Dawniej były to tereny pasterskie miejscowości Jałowiec.

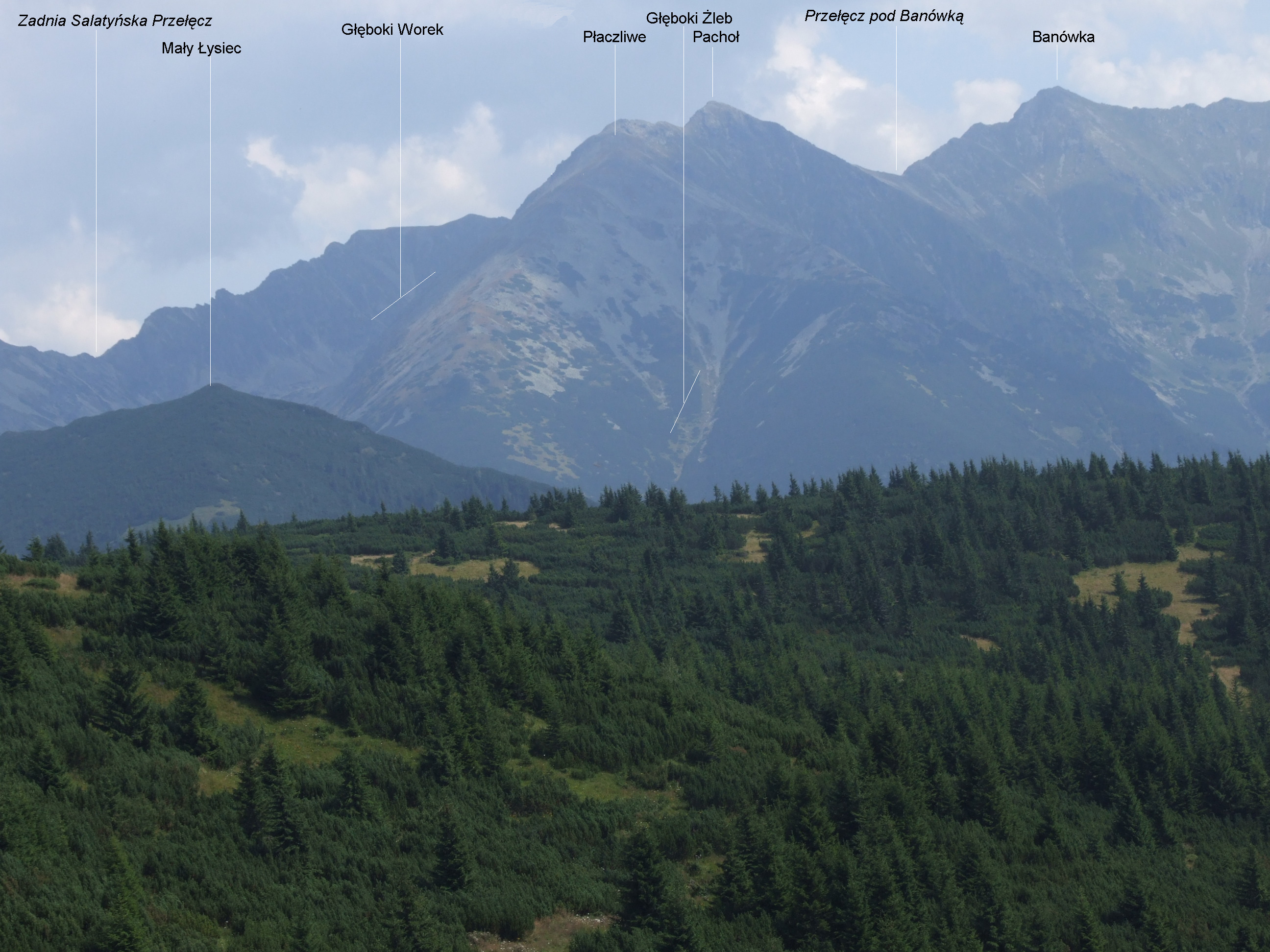
Widok z Babkowej Przehyby